# 高田晴行
高田 晴行（たかた はるゆき、1959年12月27日 - 1993年5月4日）は、日本の警察官。岡山県警察の警察官を経て、国際連合カンボジア暫定統治機構（UNTAC）の文民警察官として、カンボジアで国連平和維持活動（PKO）に従事していたが、任務中に武装集団に殺害されて殉職した。階級は警部補（殉職後、二階級特進で警視）。

## 来歴
1959年、岡山県に生まれる。
1978年、岡山県立倉敷南高等学校卒業。1982年、専修大学卒業。同年4月、岡山県警察に採用され、警察学校卒配に併せて岡山東警察署、井原警察署、岡山県警察機動隊で勤務した。
機動隊員を務めたのち、千葉県警察に出向し、新東京国際空港警備隊隊員となった。その後、岡山に戻り、警部補として岡山県警察本部警備部機動隊第二小隊長に着任。
1992年10月、国際連合カンボジア暫定統治機構（UNTAC）の文民警察官の公募に応募。総理府（当時）の国際平和協力隊員に選抜され、正式にUNTACの文民警察官として採用された。
1992年10月14日、カンボジアに派遣され、北西部のバンテイメンチェイ州アンピル村で、現地カンボジアの警察官養成のため任務にあたっていた。翌1993年5月、クメール・ルージュ（ポル・ポト派）とみられる身元不明のゲリラによる銃撃を受け死亡した。33歳没。

## 殺害の経緯
湾岸戦争において「小切手外交」との非難を浴びた反省から、1992年に日本国政府は初のPKO活動となる自衛隊カンボジア派遣を決定し、道路補修などを任務とする自衛官に加え、カンボジア警察に助言する文民警察官として、全国の都道府県警察から警察官75人が派遣された。
自衛隊派遣の是非を巡っては、PKO協力法の国会審議で激論が交わされた一方で、文民警察官派遣への議論は少なく、注目度も低かった。また、600人規模の自衛隊は、有刺鉄線が張り巡らされた宿営地を拠点にまとまって活動したのに対し、文民警察官はカンボジア各地に分散された。文民警察官の派遣先には、高田らが派遣されたタイ国境に近いアンピル村をはじめ、ポル・ポト派が武装解除を拒むレッドエリアといわれる危険な地域も多く、総選挙が近づくにつれて治安も悪化した。
ポル・ポト派による停戦違反や選挙妨害が頻発し、隊員宿舎も武装集団に襲撃されるなど、現地の治安情勢悪化は急速に悪化していたが、文民警察官らは武器携行を認められていなかったことから、身を守るため、現地で自動小銃を購入する隊員もいた。文民警察隊隊長の山崎裕人は、ポル・ポト派が日本を標的にするとの情報に接し、1993年4月16日に「小官自らの判断で撤収指令を全隊員に発する可能性が出てきた」と文民警察官に宛てて伝達している。こうした中、アンピル村に駐在している日本人文民警察官は、自らの安全を確保するために、ポル・ポト派の中でも穏健派と目されたニック・ボン准将と接触し、独自に関係構築を模索した。
しかし、5月4日昼過ぎ、アンピル班の日本人文民警察官5人が、オランダ海兵隊UNTAC部隊の護衛を受け、同村の国道691号をパトロール巡回中、ポル・ポト派とみられる身元不明の武装ゲリラに襲撃された。10人程度とみられる武装ゲリラは、先頭車両を対戦車ロケット弾で攻撃し、車列が停止すると、自動小銃で一斉射撃をした。オランダ海兵隊も応戦したが、現場で高田警部補が死亡、他の4人の日本人文民警察官も重傷を負い、ヘリコプターでバンコクのプミポン空軍病院に搬送された。また、この攻撃により、オランダ海兵隊5人も重傷を負った。
文民警察隊員らは、武装ゲリラがその後、ポル・ポト派の村へ向かって行くのを見ているが、武装ゲリラがポル・ポト派だという確証は得られておらず、UNTACや日本政府は、ポル・ポト派の襲撃とは断定できないとしている。

## 死後
事件後、カンボジアからの撤退論が出ていたが、当時の内閣総理大臣宮沢喜一は撤退を否定し、「事件はPKOへの明らかな挑戦で許すことはできない」との談話が出された。一方で、このUNTAC以後、2006年末に東ティモールへ派遣されるまでの間、警察のPKO派遣は行われることはなかった。
墓所は地元の倉敷市中央公園墓地のほか、1997年、プノンペン郊外のタン・コサーン寺院に慰霊碑が建立され、2012年には皇太子徳仁親王（現：今上天皇）も献花に訪れた。
倉敷南高校の同級生らが、高田のことを後世に伝えるために「高田晴行基金」を設立し、有志から寄付を募っており、基金はカンボジアの発展や子供たちのためなどに使われている。殉職場所には栄誉を記念し、「TAKATA HARUYUKIスクール（小学校）」が建設され、村名も「晴行」の名前をもらい「ハル村」に改称された。

## 人物
- 「世界平和の実現に向けて尽力したい」との思いを持っており、海外での大使館勤務を強く希望していた。
- 殺害された当時は、2人の幼い息子を持つ父親だった[1][4][10]。